# Serena Hotels

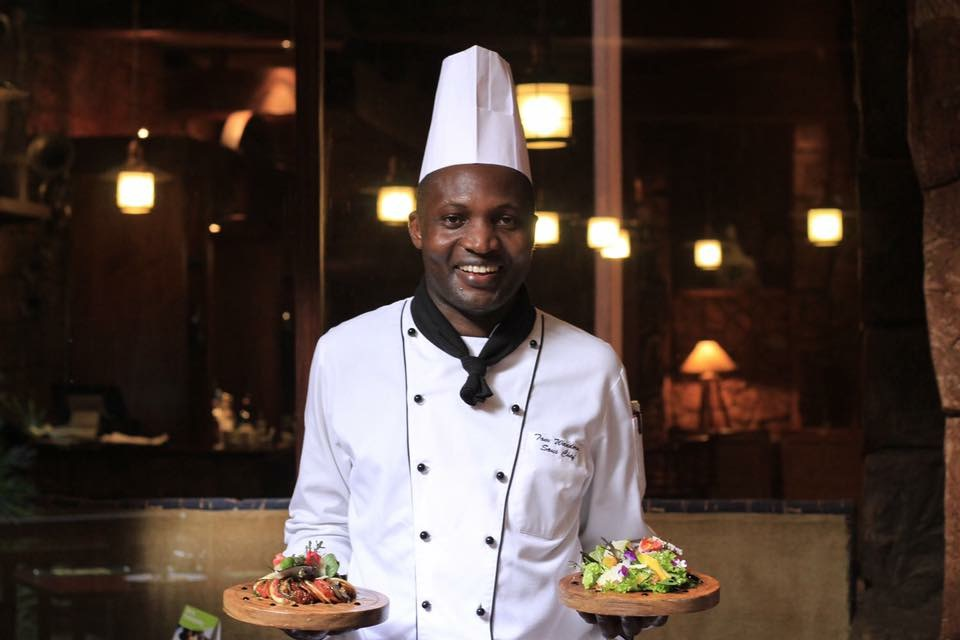
Der Koch Tom Wandera im Kampala Serena Hotel

Serena Hotels ist eine kenianische Hotelkette. Das Unternehmen zählt nach Umsatz zu den größten Unternehmen Kenias. Die Kette umfasst insgesamt 35 Hotels in Ostafrika (Kenia, Tansania, Sansibar, Ruanda, Uganda, Mosambik) und Asien (Pakistan, Afghanistan, Tadschikistan), die konzeptional allesamt im oberen Preissegment angesiedelt sind. Mehrere Hotels der Kette sind Mitglieder der Leading Hotels of the World.
Die Hotelgruppe wird vom Schweizer Aga Khan Fund for Economic Development kontrolliert.